# Ambohidrapeto (Analamanga)
Ambohidrapeto is een plaats en commune in het centrum van Madagaskar, behorend tot het district Antananarivo-Atsimondrano, dat gelegen is in de regio Analamanga. Tijdens een volkstelling in 2001 telde de plaats 37.310 inwoners.